# Allied Stores
Allied Stores was een holdingmaatschappij van warenhuisketens in de Verenigde Staten. Het bedrijf werd in de jaren 1930 opgericht als onderdeel van een algemene consolidatie in de detailhandel door B.E. Puckett. Het was de opvolger van Hahn's Department Stores, een holdingmaatschappij die in 1928 werd opgericht.
In 1981 nam Allied Stores het 24 jaar oude retailconglomeraat Garfinckel, Brooks Brothers, Miller & Rhoads, Inc. over voor $ 228 miljoen. Met die transactie verwierven ze 178 warenhuizen en 48 speciaalzaken in 28 staten.
In december 1986 werd Allied Stores overgenomen door Campeau Corporation onder leiding van de Canadese ondernemer Robert Campeau. In april 1988 fuseerde Campeau met Federated Department Stores. Allied en Federated werden in januari 1990 samengevoegd na een faillissement op grond van Hoofdstuk 11, hoewel ze twee afzonderlijke bedrijven bleven. Federated nam Allied over toen het in februari 1992 uit het faillissement kwam.

## Winkels

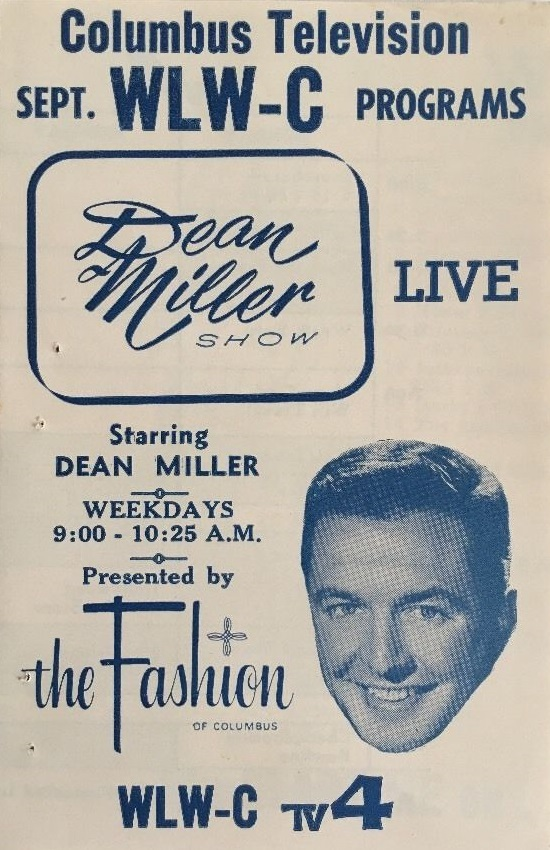
Advertentie voor The Dean Miller Show op WLW-C, nu WCMH, in Columbus, Ohio, gesponsord door The Fashion

### Warenhuizen ten tijde van de overname door Campeau
- Jordan Marsh, opgericht in 1841, werd in 1928 overgenomen door Hahn's, en werd voortgezet door Campeau. Het werd samengevoegd met Federated's Abraham & Straus in 1992 tot A&S/Jordan Marsh. In 1994 ging het op in Macy's East en in 1996 werd het omgedoopt tot Macy's.
- Jordan Marsh Florida (dochter van Jordan Marsh uit New England) werd opgericht in 1956 en ging in 1987 op in Maas Brothers.
- William H. Block uit Indianapolis, Indiana, werd in 1962 overgenomen door Allied en werd in 1987 verkocht aan Federated voordat het daarmee fuseerde. Verschillende winkels werden omgedoopt tot F&R Lazarus &amp; Co., andere werden verkocht of gesloten.
- The Bon Marché uit Seattle, Washington werd opgericht in 1890, overgenomen door Hahn's in 1927, behouden door Campeau. Hernoemd in Bon-Macy's in 2003 en veranderd in Macy's in 2005.
- Cain Sloan uit Nashville, Tennessee, overgenomen door Dillard's in 1987.
- Dey Brothers uit Syracuse, New York, verkocht aan Wilfree Property in 1987.
- Donaldson's uit Minneapolis, Minnesota, opgericht in  1883 en overgenomen door Allied Stores Corp. in 1928. Later overgenomen door Powers Dry Goods en in 1987 verkocht aan Carson Pirie Scott.
- Herpolsheimer's uit Grand Rapids, Michigan, werd samen met de William H. Block-winkels in 1987 verkocht aan Federated in 1987, voordat het hiermee fuseerde. Kort daarop werden de winkels omgedoopt tot Lazarus en werden later gesloten.
- Heer's uit Springfield, Missouri
- Joske's uit San Antonio, Texas, werd in 1932 overgenomen. Werd na 1987 overgenomen door Dillard's nadat Allied fuseerde met Federated.
- Maas Brothers uit Tampa, Florida werd opgericht in 1886, overgenomen door Hahn's in 1929, behouden door Campeau. In 1987 werd het samengevoegd met Jordan Marsh Florida, waarna het in 1989 werd hernoemd in Maas Brothers/Jordan Marsh. In 1991 werd het samengevoegd in Burdines.
- Miller & Rhoads uit Richmond, Virginia
- Miller's met filialen in Johnson City, Kingsport, Chattanooga en Knoxville, Tennessee; Bristol, Virginia werd in 1987 verkocht aan Hess's
- Pomeroy's in Reading, Harrisburg, Wilkes-Barre en Levittown, Pennsylvania, Willingboro, New Jersey werd op 18 september 1934 overgenomen door Hahn's en in 1987 verkocht aan The Bon-Ton.
- Read's Department Stores uit Bridgeport, Connecticut, samengevoegd met Jordan Marsh in 1987
- Stern's (Stern Brothers) uit New Jersey werd in 1951 overgenomen door Allied. In 2001 werden de winkels van deze divisie gesloten en werden de meeste filialen omgebouwd tot Macy's of Bloomingdales.
- L.H. Field & Co. (Field's) uit Jackson, Michigan, opgericht in 1891 werd onderdeel van Allied Stores in 1933. Field's was jaren succesvol met drie vestigingen. Onder Allied Stores was Field's een zusteronderneming van Herpolsheimer's (Herp's) in Grand Rapids, Michigan. L.H. Field was een neef van Marshall Field, die het gelijknamige warenhuis in Chicago had opgericht in 1881. Allied Stores werd in 1986 overgenomen door Campeau Corporation uit Toronto, Ontario. Campeau kondigde op 2w4 december 1986 de sluiting aan van alle Field's winkels op 23 mei 1987.

### Speciaalzaken ten tijde van de overname door Campeau
- Ann Taylor, New York, aanvankelijk behouden door Campeau, verkocht in 1989.
- Bonwit Teller, New York, overgenomen in 1979, verkocht aan Hooker Corporation in 1987.
- Brooks Brothers, New York, aanvankelijk in handen van Campeau, verkocht in 1988 aan Marks & Spencer in Londen, overgenomen door Retail Brand Alliance in 2001.
- Catherine's, Memphis en Nashville, Tennessee, en Los Angeles, Californië.
- Jerry Leonard.
- Garfinckels, Washington D.C., verkocht aan Raleigh's in 1987.
- Plymouth, New York, verkocht aan Tribeca Holdings in 1987. Halverwege de jaren 1990 werd de keten gesloten.

### Andere winkels
- Almart, discount warenhuis met vestigingen in Florida, Tennessee, Kentucky, Virginia, Delaware, Pennsylvania, Ohio en New York.
- Barnes in Woodin, Yakima, Washington werd in 1953 samengevoegd met Draper's en werd later Bon Marché.
- James Black Company (ook bekend als Black's) uitWaterloo, Iowa. Dit warenhuis had drie vestigingen: in het centrum van Waterloo, in de Crossroads Mall en in de College Hills Mall in Cedar Falls, Iowa. Ondergebracht in de Donaldson's-divisie in 1978, waarna de naam werd gewijzigd. De winkel in het centrum van Waterloo werd op 3 juli 1981 gesloten. De twee winkelcentrum-warenhuizen opereerden als Donaldson's en later als Carson Pirie Scott tot 1989.
- Gertz uit Jamaica, New York. Opgegaan in Stern's.
- Golden Rule uit St. Paul, Minnesota. Overgenomen door Hahn's in 1928. Werd later Donaldson's Golden Rule, waarna het later geheel opging in Donaldson's.
- C.C. Anderson's uit Boise, Idaho werd in 1937 overgenomen door Allied en werd later onderdeel van Bon Marché.
- A.M. Jensen's uit Walla Walla, Washington werd in 1946 overgenomen door Allied en werd in 1951 Bon Marché.
- Laubach's uit Easton, Pennsylvania, overgenomen in 1947 en samengevoegd in Pomeroy's. In de jaren 1970 gesloten.
- Levy's uit Savannah, Georgia, samengevoegd met Maas Brothers in februari 1986.
- Rollman & Sons uit Cincinnati had drie winkels die opgegaan zijn in Mabley & Carew in 1962.
- Rumbaugh-MacLain uit Everett, Washington werd overgenomen in 1944 en ging op in The Bon Marché. De winkel was gevestigd op de zuidwest hoek van Wetmore Street en California Street. Het pand was ontworpen door de architecten Doyle & Merriam uit Portland, Oregon. Het opende 6 maanden voor de grote Crash op Wall Street in 1929.
- Titche-Goettinger uit Dallas, Texas. De naam werd later gewijzigd in Joske's.
- Wren's uit Springfield, Ohio ging op in Block's.
- Quackenbush in Paterson, New Jersey. Eind jaren 1960 samengevoegd met 1960.
- Troutman's met 8 vestigingen in West-Pennsylvania: Butler, Connellsville, Greensburg – Downtown (vlaggenschipwsinkel), Greensburg – Westmoreland Mall (later The Bon-Ton), Indiana, Latrobe, New Castle, Washington Crown Center (later The Bon-Ton). Samengevoegd in Pomeroy's in 1984.
- Mabley & Carew uit Cincinnati, Ohio. Overgenomen in 1960 en opgegaan in Rollman & Sons in 1962. In 1978 werden de winkels verkocht aan Elder-Beerman.
- Polsky's uit Akron, Ohio. In 1929 overgenomen door Allied Stores en uitgebreid tot 4 winkels in het noorden van Ohio. De keten werd opgeheven in december 1978 toen Allied zijn investeringen in winkels in het zuidwesten wilde concentreren.
- Harzfeld's uit Kansas City, Missouri. Overgenomen in 1981 en gesloten in 1984.
- Sterling-Lindner Co. uit Cleveland, Ohio. Overgenomem door Lindner & Davis Co. in 1947. Opgegaan in Sterling & Welch in 1950. Gesloten in 1968.
- The Fashion uit Columbus, Ohio. Overgenomen door  Allied Stores in 1949; later samengevoegd met Morehouse Martens tot Morehouse Fashion. Later werd de naam ingekort tot The Fashion. Gesloten in 1969, waarna de ruimte werd ingenomen door warenhuis The Union en later Halle's.
- The Palace in Spokane, Washington. Overgenomen door Kemp & Hebert stores in 1951, kort daarna afgestoten.
- The Paris of Montana uit Great Falls, Montana Overgenomen in 1937, tijdens eigenaarschap van C. C. Anderson's samengevoegd in The Bon Marché. The Bon Marché sloot deze locatie in 1999.